# Molino de la Ciudad
Molino de la Ciudad es una pedanía del municipio español de Orihuela, en la comarca de la Vega Baja del Segura, en Alicante.
1. ↑  https://web.archive.org/web/20120421141457/http://www.orihuela.es/municipio/pedanias/

- Datos: Q6020987